# Materieel van de United States Coast Guard
De United States Coast Guard gebruikt cutters en kleine boten voor op het water, en vliegtuigen en helikopters voor in de lucht. Ze maken ook gebruik van een scala aan vuurwapens, waaronder pistolen, geweren en machinegeweren.

## Cutters

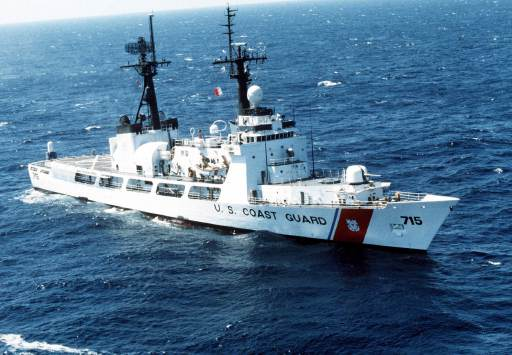
USCG Hamilton

De Coast Guard gebruikte de term cutter (kotter) in zijn traditionele betekenis, die van een klein zeilschip. Vandaag de dag gebruikt het de term officieel voor elk schip met een permanente bemanning en accommodatie voor die bemanning voor meerdere dagen, al verwijst de term informeel naar elk schip met een lengte van minimaal 65 voet, oftewel ongeveer 20 meter.
De grote cutters (meer dan 55m lang) staan onder controle van de Area Commands (Atlantic Area of Pacific Area). De kleinere cutters vallen onder de District Commands. Cutters hebben meestal een kleine motorboot en/of een rubber opblaasboot bij zich. Polar-class ijsbrekers hebben een Arctic Survey Boat (ASB) en een landingsschip bij zich. De CGC Ahi is de laatst toegevoegde 87-voets (27 m) cutter.
Momenteel leased de Coast Guard vijf PC-179 kustpatrouilleschepen van de US Navy, twee opereren vanuit San Diego en drie vanuit Pacagoula, Mississippi. Deze schepen worden vooral gebruikt voor anti-drugs patrouilles.
Elke Coast Guard bemanning met officieren of onderofficieren heeft wetshandhavingsautoriteit en mag bewapend aan boord van een schip gaan.
- Polar-class ijsbreker (WAGB): Er zijn drie WAGB's, allemaal met thuisbasis Seattle, Washington. Twee zijn 123 m lang (de Polar Sea  en de Polar Star) en een nieuwere 130 m lange ijsbreker, de Healy.
- High Endurance Cutter (WHEC): Deze zijn 117 lang. Er zijn 12 WHEC's. Deze zijn gestationeer te Charleston, South Carolina (2); Seattle, Washington (2); Alameda, Californië (4); San Diego, Californië (2) en Honolulu, Hawaï (2).
- USCG Mackinaw (WLBB-30): De Mackinaw is een 74,5 meter lange zware ijsbreker, gebouwd voor operaties op de Noord-Amerikaanse Grote Meren en is gestationeerd te Cheboygan, Michigan.
- USCG Eagle (WIX-327): De Eagle is gestationeerd op de Coast Guard Academy in New London, Connecticut. Hij wordt gebruikt voor trainingsreizen voor Academy cadetten en officierskandidaten. De USCGC Eagle werd gebouwd in Duitsland als Horst Wessel (schip) en werd in 1945 meegenomen door de Verenigde Staten als oorlogsprijs.
- Medium Endurance Cutter (WMEC): Deze cutters zijn tussen de 65 en 83 meter lang.
- Seagoing Buoy Tender (WLB): er zijn 16 Juniper-class tenders.

## Vliegtuigen

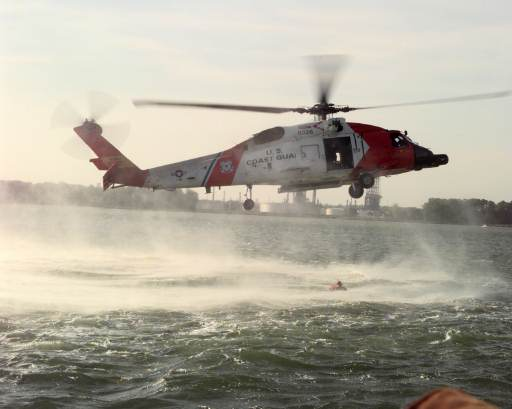
HH-60 Jayhawk

De Coast Guard heeft ongeveer 210 vliegtuigen. De vliegtuigen zijn gestationeerd op de Air Stations, en worden gebruikt voor langdurige missies. De helikopters opereren vanaf de Air Stations, Air Facilities en cutters met een vliegdek en kunnen gebruikt worden voor het redden van mensen of het onderscheppen van smokkelende schepen.
De Coast Guard heeft vijf types vliegtuigen en helikopters:
- HC-130 Hercules
- HU-25 Guardian
- HH-60 Jayhawk
- HH-65 Dolphin
- MH-68 Stingray

De Coast Guard heeft 36 CASA CN-235 van de Spaanse vliegtuigbouwer Construcciones Aeronáuticas SA (CASA) voor middellangeafstandszoekacties besteld. Ook heeft de USCG Bell Eagle Eye UAV's besteld als onderdeel van het Deepwater programma.

## Boten

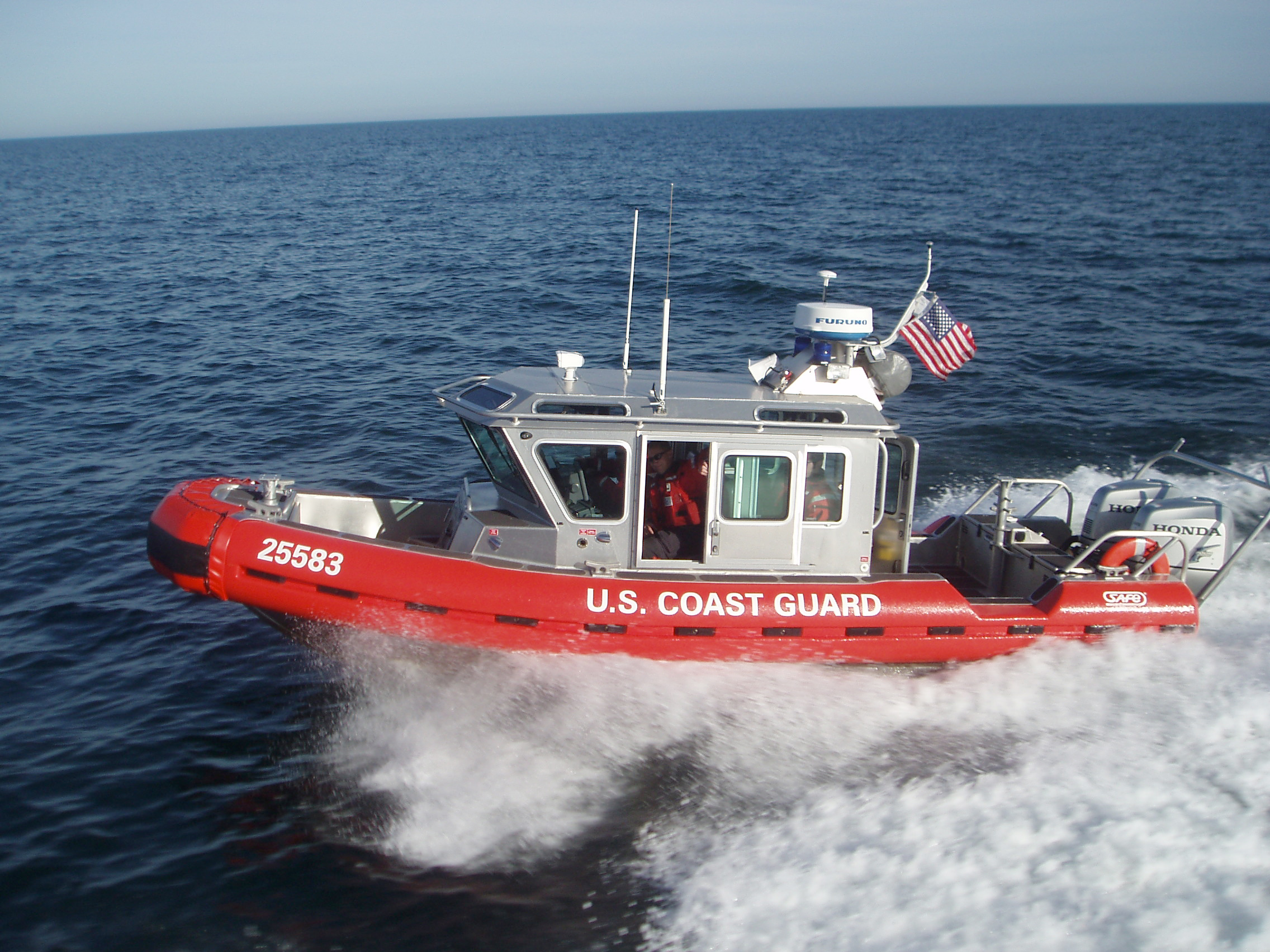
Defender-klasse boot

De Coast Guard heeft ongeveer 1.400 boten. Een boot is gedefinieerd als elk schip, met uitzondering van de cutters, meestal kleiner dan 20 meter. Deze opereren meestal aan de kust en op de binnenlandse waterwegen. De meest voorkomende variant is 12,5 meter lang, waarvan de Coast Guard er meer dan 200 heeft en waarbij de kleinste type boot 4 meter is.
De boten van de Coast Guard zijn:
- Arctic Survey Boat (ASB)
- Motor Life Boat (MLB)
- Utility Boat (UTB)
- Deployable Pursuit Boat (DPB)
- Aids to Navigation Boat
- Transportable Port Security Boat (TPSB): een 7,6 meter lange boot, gebaseerd op de commerciële versie van de Boston Whaler, geschikt voor het gebruik op binnenwateren, makkelijk te transporteren met een trailer. Deze worden voornamelijk gebruikt door de Port Security Units. het recentelijkst werden deze boten ingezet in Koeweit, als ondersteuning voor Operation Iraqi Freedom.
- Rigid Hull Inflatable Boat (RHI): een rubberboot, aangedreven door een benzine buitenboormotor. De RHI kan heel makkelijk vanaf een cutter te water gelaten worden met een kraan.
- USCG Short Range Prosecutor (SRP): een 7 meter lange rubberboot, die op snelheid gelanceerd kunnen worden van een ramp achter op een ander schip.
- USCG Long Range Interceptor (LRI): een 11 meter lange rubberboot met hoge topsnelheid, die gelanceerd kan worden vanaf een ramp achter op de Deepwater cutters.
- USCG Defender: een 7,6 meter lange boot met hoge snelheid, gebruikt voor een scala aan missies, waaronder search and rescue, havenbeveiliging, en marechaussee taken. Het plan is om 700 van de in 2003 geïntroduceerde Defenders aan te schaffen om non-standaard boten bij Coast Guard stations te vervangen.

Op 23 juni 2006 maakte de Commandant van de Coast Guard bekend dat de Coast Guard een contract had getekend voor de aanschaf van 180 "Response Boat Medium" boten die geleverd zullen worden vanaf 2008 de UTB's gaan vervangen. Deze aluminium boten zijn 13,7 meter lang, hebben twee diesel motoren (1650 pk totaal), plek voor 4 man bemanning en 6 passagiers, worden bewapend met 2 .50 kaliber machinegeweren, een topsnelheid van 42 knopen en kunnen een schip van 100 ton slepen bij golven van 2,5 meter hoog.

## Handvuurwapens
Van 1986 tot 2006 was Coast Guard personeel op patrouille bewapend met een Beretta M9 9 mm pistool. De Coast Guard is overgestapt op de .40 kaliber SIG-Sauer P229R DAK. Andere handvuurwapens zijn de M16A2 en M4 Carbine variant en de Remington 870 police magnum shotgun, waarmee zowel dodelijke als niet dodelijke patronen afgevuurd kunnen worden. De Coast Guard heeft recentelijk de M60 vervangen voor het FN M240 machinegeweer dat meestal op de schepen of vliegtuigen is gemonteerd. Een aantal Coast Guard units is ook bewapend met het .50 Browning M2 machinegeweer, dat echter geclassificeerd wordt als een wapensysteem.